# Ivar Hæggström
Ivar Reinhold Abraham Hæggström, född 1 april 1838 i Stockholm, död 25 december 1918 i Uppsala, var en svensk boktryckare och förläggare. Han var son till Zacharias Hæggström och far till Carl Hæggström.

## Biografi
Ivar Hæggström blev 1856 student vid Uppsala universitet, men avlade aldrig någon examen och inträdde 1862 som delägare i faderns bokförlag. 1863 återupprättade han det av fadern 1858 nedlagda tryckeriet under namnet Hæggströmska tryckeriet. Från 1868 drev han även egen förlags verksamhet, från 1874 under namnet Hæggströms förlagsexpedition, men bolaget såldes 1892 till F. & G. Beijers förlag. Till skillnad från faderns företag satsade detta bolaget främst på skönlitteratur. Redan 1869 blev han dock även chef för faderns bokförlag. 1899 slogs hans boktryckeri och det ärvda bokförlaget samman i ett aktiebolag under namnet Hæggströms boktryckeri & bokförlags AB och Ivar Hæggström var företagets VD 1899–1906. 1906 drog han sig tillbaka från företaget och bosatte sig på sin egendom Landforsen i Västmanland. Sina sista år bodde han dock i Uppsala.
Han var även ordförande i Boktryckerisocieteten 1879–1899 och ordförande i Allmänna svenska boktryckareföreningen 1894–1895.